# Općina Sveta Trojica v Slovenskih goricah
Općina Sveta Trojica v Slovenskih goricah (slo.:Občina Sveta Trojica v Slovenskih goricah) je općina na sjeveroistoku Slovenije u pokrajini Štajerskoj i statističkoj regiji Podravskoj. Središte općine je naselje Sveta Trojica v Slovenskih goricah s 465 stanovnika. 

## Povijest
Općina Sveta Trojica v Slovenskih goricah nastala je 1. ožujka 2006. godine izdvajanjem iz općine Lenart.

## Naselja u općini
Gočova, Osek, Spodnja Senarska, Spodnje Verjane, Sveta Trojica v Slovenskih goricah, Zgornja Senarska, Zgornje Verjane, Zgornji Porčič

## Vanjske poveznice
- Službena stranica općine